# 21. stoletje pr. n. št.
Enaindvajseto stoletje pr. n. št. obsega leta od 2100 pr. n. št. do vključno 2001 pr. n. št.

## Kronologija
Kronologija 21. stoletja pr. n. št. zajema pregled najpomembnejših svetovnih dogodkov v tem stoletju.

## Pomembni ljudje
- Mentuhotep II., Enajsta egipčanska dinastija
- Ur-Nammu, Tretja urska dinastija
- Šulgi Urski, Tretja urska dinastija